# Recinte fortificat de Cervera
El recinte fortificat de Cervera és la muralla de la vila de Cervera (Segarra) declarada bé cultural d'interès nacional.
La fortificació es desenvolupà a partir del seu castell, situat al cim d'un puig anomenat Montseré, al sud-oest de l'actual nucli urbà. Els murs i torres de defensa foren edificats el segle xiv i en part restaurats modernament.

## Història
Al llarg del segle xi la documentació esmenta sempre el castell i el terme de Cervera. A l'inici del segle xi, ja es parla de la vila de Cervera i les muralles. El 1126, Ponç Hug de Cervera i la seva muller Beatriu cedeixen a Guillem Arnau i la seva esposa Ermessenda una casa i uns tancats que tenien a «infra villa Cervera iuxta murum». En diverses escriptures, es fa referència a l'església parroquial i a la vila, un nucli habitat que ja devia ser força gran. L'any 1182, Alfons I atorgava als pobladors de Cervera el privilegi de formar confraria i nomenar cònsols que els representessin. També els donava la facultat de fer hosts i cavalcades contra cristians i sarraïns. El 1197, la vila fou eximida dels mals usos pel castlà Ramon de Cervera. Jaume I, l'any 1275, concedí als cerverins el privilegi de ser per sempre població reial. Des del segle xiii, els cònsols s'anomenaren paers.
La vila de Cervera devia ser emmurallada des d'antic, però no devia ser suficient perquè el 1285 el rei Pere II, davant l'amenaça d'una invasió francesa del Principat, donà ordre de construir murs, excavar valls i bastir altres obres de defensa, obligant els veïns a treballar-hi. La conversió de la ciutat en una veritable fortalesa s'acabà realitzant en temps de Pere III a mitjan segle xiv davant la imminència d'un conflicte bèl·lic amb Castella. En alguns portals s'hi posaren portes (Santa Maria, Agramunt, Oluja o les Verges i l'abeurador). Davant el portal de Santa Maria, després anomenat de la Cadena, el 1378 hom acordava fer-hi un pont empostissat. El 1388 les torres foren ofertes a particulars per tal que les mantinguessin en bon estat. El 1393 prosseguia l'obra dels murs. El 1462 Cervera és «la pus forta plaça que sia en tota aquesta terra». Els anys 1463-1465, els exèrcits de Joan II assetgen Cervera i, per primera vegada, els seus murs són bombardejats. Any 1706. Com a represàlia al suport donat a Felip V, les tropes de l'arxiduc Carles d'Àustria obliguen els veïns a rebaixar l'alçada dels murs de la ciutat. El 1837 s'inicien els atacs carlins contra Cervera, els quals afectaren especialment els murs del raval de Sant Antoni. L'any 1857 s'enderrocà el portal de Santa Maria, que connectava el nucli antic amb el barri de Capcorral, per facilitar el trànsit.

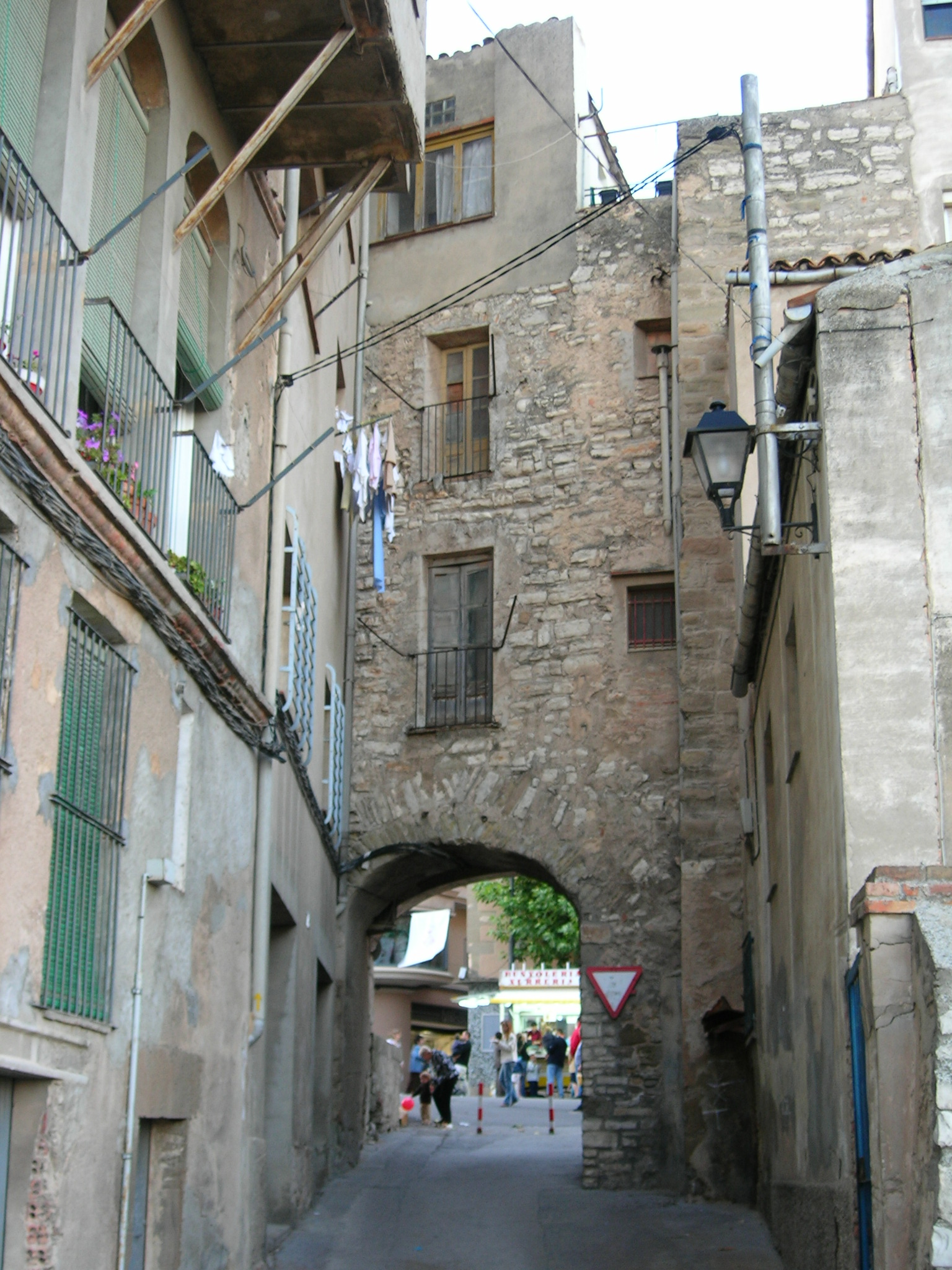
Portal de la muralla (setembre 2006)

## Descripció
Les muralles conservades a Cervera són, fonamentalment, d'època medieval i foren aixecades durant els segles xiv i xv. No obstant això, cal advertir que aquesta construcció va aprofitar-se de l'existència d'una fortificació anterior i és probable que, en molts sectors, la nova muralla se superposés a l'antic recinte. Pel que fa a l'evolució posterior, Cervera, pel desnivell del terreny, s'expandí cap a la zona plana, deixant a les seves espatlles, el circuit medieval ideat per Pere el Cerimoniós que, en millor o pitjor estat, s'ha conservat quasi totalment.
Dins del perímetre emmurallat poden distingir-se clarament dos sectors, situats al nord i al sud de l'actual plaça de Santa Anna. El sector meridional, considerat com la fortalesa principal de la vila, fou edificat durant la segona meitat del segle xiv i es conserva gairebé íntegre. El sector septentrional, pràcticament desaparegut, fou construït al llarg del segle xv i l'obra sempre va tenir un caràcter secundari. En total, tot el circuit sumava gairebé 3.000 metres lineals de muralles i encerclava una superfície propera als 200.000 m². Els murs tenien una amplada que oscil·lava entre 6 pams (1,2 m) i 10 pams (2 m) i una alçada de 10 a 12 metres aproximadament i els fonaments s'enfonsaven en alguns llocs fins a 5 metres. El sistema constructiu utilitzat fou l'anomenat mur de pedra i reble, format per dos cortines de pedra i morter de calç, entre les quals es tirava terra i runa. El tipus de pedra emprat era la pedra calcària en el cos central del mur i la pedra dolça o saulonosa en les cantonades i obertures. Aquesta muralla tenia una vintena de torres i deu portals pels quals, durant diferents èpoques, va accedir-se a la població. La fortificació es completava amb un fossat de vuit metres d'ample, barbacanes, talussos, merlets, mantellets, cadafals i passos de ronda que permetien la instal·lació de bombardes.